# Vasyl Barvinsky
Vasyl Oleksandrovych Barvinsky (em ucraniano:  Василь Олександрович Барвінський) (20 de fevereiro de 1888 - 9 de junho de 1963) foi um compositor, pianista, maestro, professor, musicólogo e figura social relacionada à música russa.
Barvinsky foi um dos primeiros compositores ucranianos a obter reconhecimento mundial. As suas peças foram publicadas não apenas na União Soviética, mas também em Viena, Leipzig, Nova York (Edição Universal) e Japão. Barvinsky dirigiu uma instituição musical pós-secundária na cidade de Lviv (1915-1948), o Instituto Superior de Música Lysenko, e era considerado o chefe da vida musical da época. Actualmente existe uma Faculdade de Música com o nome de Barvinsky na cidade de Drohobych, na Ucrânia.

## Funciona
Barvinsky escreveu cerca de 30 obras. As composições de Barvinsky impressionam pela sua “… maturidade, consideração e delicadeza”. Barvinsky compôs em vários géneros, excepto balé e ópera. O seu estilo romântico tardio com traços impressionistas também foi fortemente influenciado pelo folclore ucraniano. Embora muitas das obras de Barvinsky tenham sido perdidas, a maior parte da sua herança criativa permaneceu e é apresentada em todo o mundo.

## 30em
1. ↑  «Vasyl Barvinsky – Internet Encyclopedia of Ukraine»
2. ↑  «Lysenko Higher Institute of Music – Internet Encyclopedia of Ukraine»
3. ↑  «Ukrainian Art Song Project - Vasyl Barvinsky»